# Korbeek-Dijle
Korbeek-Dijle är en ort i Belgien.   Den ligger i provinsen Flamländska Brabant och regionen Flandern, i den centrala delen av landet, 20 km öster om huvudstaden Bryssel. Korbeek-Dijle ligger 41 meter över havet och antalet invånare är 819.
Terrängen runt Korbeek-Dijle är platt. Runt Korbeek-Dijle är det tätbefolkat, med 343 invånare per kvadratkilometer.. Närmaste större samhälle är Schaerbeek, 18,6 km väster om Korbeek-Dijle. 
Omgivningarna runt Korbeek-Dijle är en mosaik av jordbruksmark och naturlig växtlighet.